# La calda vita
La calda vita  è un film drammatico del 1963 diretto da Florestano Vancini e ispirato all'omonimo romanzo di Pier Antonio Quarantotti Gambini.

## Trama
Sergia, una disinvolta diciottenne, accetta la corte dei suoi coetanei Freddy e Max, entrambi innamorati di lei, e l'invito a trascorrere due giorni in un isolotto deserto della costa sarda in loro compagnia. La ragazza è preda di una inquietudine giovanile ed è spaventata di finire come la sorella maggiore, che passando da un flirt all'altro è condannata a sposare la “prima buona occasione” pur di sistemarsi.
La ragazza, pur rendendosi conto delle intenzioni dei suoi amici che lei stessa mette in competizione, affronta l'avventura. Freddy e Max cercano invano un approccio, ma Sergia, più abile nelle schermaglie sentimentali, sa tenere a bada entrambi. La ragazza, infatti aspira a mantenere la propria indipendenza e la propria dignità, ma consente che Freddy passi castamente la notte in camera sua. Max, che ha un carattere inibito e sensibile e una diffidenza congenita, esplode in una crisi di gelosia: credendo che Freddy abbia attuato da solo il piano che avevano progettato in due, lo aggredisce e tenta di ucciderlo. L'arrivo improvviso di Guido, un quarantenne proprietario della villa in cui i tre alloggiano clandestinamente, sembra placare le acque. Sergia intanto si lascia irretire da Guido e gli si concede. È la sua prima volta.
L'accaduto provoca in Max e nel tormentato Freddy una profonda delusione, che spinge Max, sconvolto dall'invidia e dalla rabbia, a uccidersi. Qualche tempo dopo, in occasione del matrimonio della sorella di Sergia, Guido si presenta e le chiede di sposarlo. Rifiutata la proposta di matrimonio fattale, Sergia, alla ricerca di una sua realizzazione dopo gli anni spensierati dell'adolescenza, decide di andare a lavorare all'estero come interprete. All'aeroporto Guido riesce a salutarla e la osserva, solo, mentre lei sale la scaletta dell'aereo che la porta via.

## Produzione
Benché il romanzo da cui è stato tratto fosse ambientato a Trieste, il film è ambientato nel sud della Sardegna: le location principali sono Cagliari e Villasimius, le cui coste non avevano ancora conosciuto l'edificazione degli anni successivi.

## Distribuzione
In Australia, da settembre 2025 si può guadare questo film su SBS OnDemand.